# شاخ‌دوکی
شاخ‌دوکی (نام علمی: Pseudoryx nghetinhensis) نام یک گونه از تیره گاوان است.